# Рукав Косинця—Зовнішній

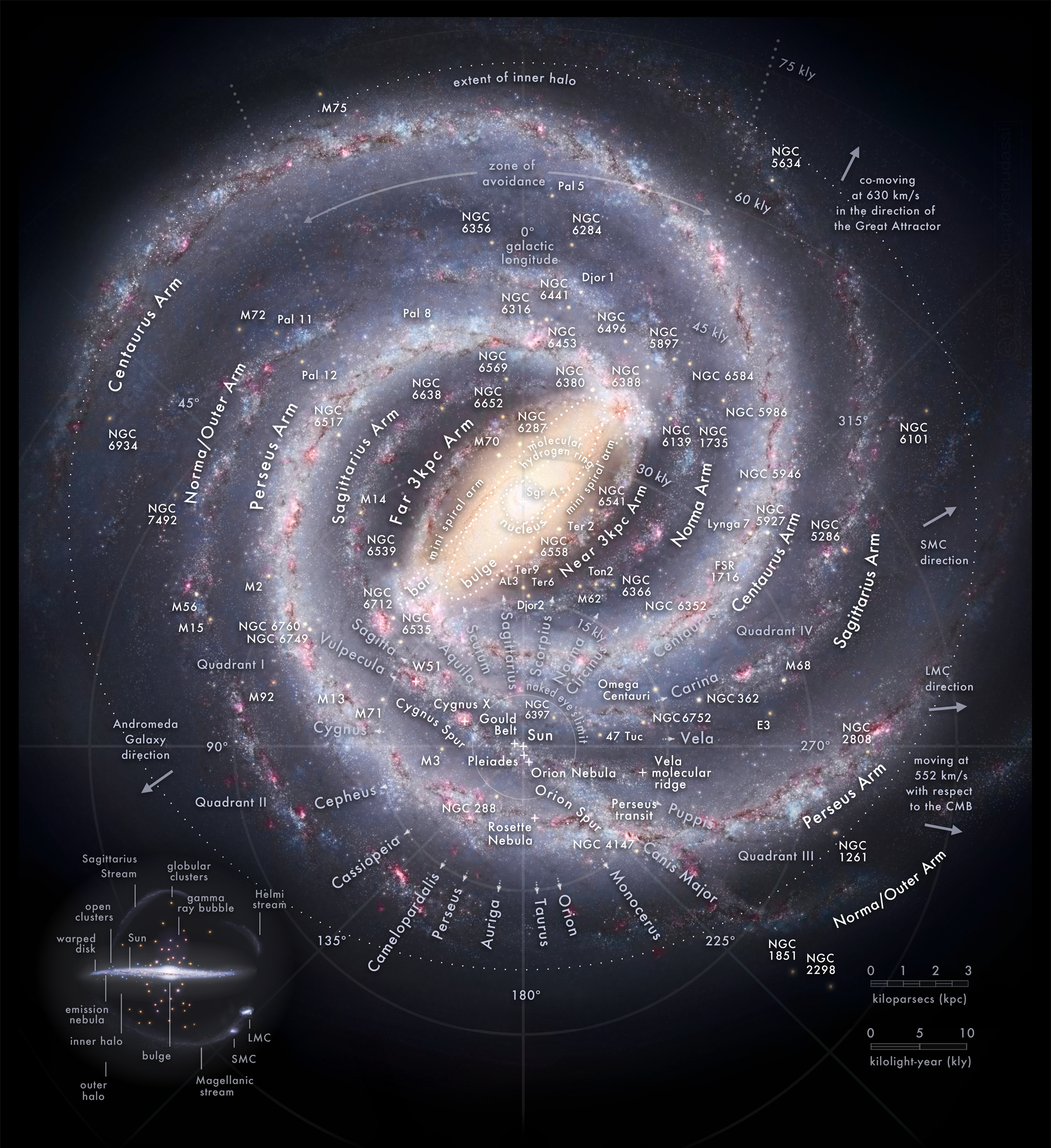
Схема Чумацького Шляху. Рукав Косинця підписаний як Norma/Outer Arm, а напрямок на сузір'я Косинець, на яке проєктується найбільше зір цього рукава, відмічений стрілочкою з підписом Norma

Рукав Косинця—Зовнішній (англ. Norma/Outer Arm) — другорядний спіральний рукав Чумацького Шляху. Починається від дальнього кінця галактичного бара на відстані близько 2,2 кпк від Галактичного центру і простягається назовні до радіуса 15,5 ± 2,8 кпк. Названий на честь сузір’я Косинець, на яке на небесній сфері проєктується багато зір цього рукава.

## Властивості
Визначити параметри рукава Косинця важко, бо це один з найвіддаленіших від Сонця рукавів Галактики.
Починається в першому галактичному квадранті як рукав Косинця. В другому і третьому квадрантах продовжується як Зовнішній рукав. Хоча перехід від першого до другого квадранта схований за центром Галактики, зазвичай ці два рукави вважають поєднаними в спільний рукав Косинця—Зовнішній.
Кут закручення для спірального рукава в різних роботах оцінюється від 6 до 14 градусів.